# Fyrskib No. XV
Fyrskib No. XV, også Fyrskib Læsø Rende er et forhenværende dansk fyrskib som ligger i havnen i Heikendorf i Tyskland som klubhus for Heikendorfer Yacht Club.
Skibet er bygget af egetræ på 
De forenede Oplagspladser og Værfter i København efter engelske tegninger. I alt 17  skibe blev bygget efter de samme tegninger.
Fyrskibet har været udstationeret på:
- Station Vyl 1888–1889
- Station Læsø Rende 1900–1901
- Station Læsø Trindel 1902–1903
- Station Schulz's Grund 1904–1916
- Station Gilleleje Flak 1924–1971

Fra 1889 til 1900 og fra 1917 til 1923 var det reservefyrskib og 1974 blev det sat til salg af Farvandsvæsenet. Det "adopteredes" af Haderslev Kommune som lod skibet  bugsere fra Københavns Havn til Honnørkajen i Haderslev, hvor det blev fortøjet. Planen var at skibet skulle vedligeholdes gennem  ungdomsprojektet "Fælles Løft", men projektet mislykkedes, og et stykke tid var skibet restaurant.
I 1985 blev skibet solgt til en sejlklub i Tyskland som skulle bruge et klublokale. Det bliver drevet af foreningen "Verein der Freunde und Förderer des Fyrskib № XV Læsø Rende", som har som mål at skaffe penge til skibets vedligeholdelse og bevarelse af dets historie. Bogstaverne HYC, som er malet på skibssiden, står for Heikendorfer Yacht Club.